# NGC 4923
NGC 4923 (другие обозначения — MCG 5-31-101, ZWG 160.97, DRCG 27-78, PGC 44903) — эллиптическая либо линзовидная галактика в созвездии Волос Вероники.
В 2021 году в ней наблюдалась вспышка сверхновой SN 2021inl, богатой кальцием. Кривая блеска сверхновой имела два пика. Скорее всего, она возникла при слиянии двух белых карликов с небольшими массами.
Этот объект входит в число перечисленных в оригинальной редакции «Нового общего каталога».